# 대명중학교 (충남)
대명중학교(大明中學校)는 대한민국 충청남도 보령시 명천동에 있는 사립 중학교이다.

## 학교 연혁
- 1964년 3월 17일 : 숭덕중학교 개교(남, 여 2학급)
- 1965년 1월 6일 : 대천고등공민학교 설립 인가(남, 여 6학급)
- 1966년 3월 29일 : 학교법인 대명학원 설립
- 1966년 4월 1일 : 초대 이사장 황의성 목사 취임
- 1966년 11월 17일 : 대명중학교 설립 인가(남, 여 6학급)
- 1967년 3월 1일 : 초대 교장 황의철 목사 취임
- 1967년 3월 2일 : 대명중학교 개교 및 입학식(2학급 120명)
- 2006년 2월 15일 : 명천동 신축 교사 이전
- 2006년 12월 8일 : 제3대 이사장 김용재 장로 취임
- 2024년 1월 4일 : 제55회 116명 졸업(연인원 13,035명)
- 2024년 3월 1일 : 제15대 김선남 교장 취임
- 2024년 3월 4일 : 제58회 120명 입학

## 참고 자료
- 대명중학교 - 한국교육학술정보원 학교알리미